# Clarence Griffin
Clarence James „Peck“ Griffin (* 19. Januar 1888 in San Francisco, Kalifornien; † 28. März 1973 in Santa Barbara, Kalifornien) war ein US-amerikanischer Tennisspieler.
Bei den Amerikanischen Tennismeisterschaften stand er viermal im Finale der Doppelkonkurrenz und war dreimal zusammen mit Bill Johnston siegreich. 1913 verlor er mit John R. Strachan gegen seine Landsmänner Maurice McLoughlin und Tom Bundy in drei Sätzen mit 4:6, 5:7 und 1:6.
Im Jahr 1915 siegte er mit Johnston gegen Maurice McLoughlin und Tom Bundy in fünf Sätzen mit 2:6, 6:3, 6:4, 3:6 und 6:3.
Im Jahr 1916 schlug er mit seinem Partner die US-Amerikaner Maurice McLoughlin und Ward Dawson in vier Sätzen mit 6:4, 6:3, 5:7 und 6:3.
1920 gewannen die beiden gegen Willis Davis und Roland Roberts in drei Sätzen mit 6:2, 6:2 und 6:3.
1937 gewann Griffin mit der US-amerikanischen Nationalmannschaft den Davis Cup gegen das Vereinigte Königreich.
Griffin wurde 1970 in die International Tennis Hall of Fame aufgenommen.
Sein Neffe war der Entertainer Merv Griffin.